# Грчки јогурт
Грчки јогурт је јогурт који је процеђен да би се уклонио већи део сурутке, што је резултирало гушћу конзистенцијом од нормалног нецеђеног јогурта, док је и даље очуван карактеристичан киселкаст укус јогурта. Као и многе врсте, процеђени јогурт се често прави од млека обогаћеног прокувавањем неког садржаја воде или додавањем додатне масноће и млека у праху. У Европи и Северној Америци се често прави од немасног или немасног крављег млека. На Исланду се прави сличан производ по имену скир.
У Великој Британији се продаје као „јогурт у грчком стилу“, иако се процеђени јогурт такође широко једе на Леванту, Источном Медитерану, Блиском истоку, Централној Азији, Јужној Азији и истоку Европе кухиње, где се често користи у кувању, јер се слабије згруша када се кува. Користи се у разним јелима, куваним или сировим, сланим или слатким. Цеђење чини чак и немасне варијанте гушћим, богатијим и кремастијим од нецеђених. Пошто се цеђењем уклања сурутка, потребно је више млека за прављење процеђеног јогурта, што повећава трошкове производње. Згушњивачи као што су пектин, или скроб такође се могу користити за згушњавање јогурта. У западној Европи и САД, процеђени јогурт је постао популарнији у поређењу са нецеђеним јогуртом. Пошто процес цеђења уклања део лактозе, процеђени јогурт има мање шећера од непроцеђеног јогурта.
2012. је објављено  да је највећи део раста америчке индустрије јогурта вредног 4,1 милијарду долара, који се обично продаје као „грчки јогурт“. У САД не постоји законска или стандардна дефиниција грчког јогурта, а јогурт згуснут агенсима за згушњавање такође се може продавати као „грчки јогурт“.

## Географске варијације

### Блиски исток и Медитеран
Грчки јогурт је познат као лабне (арапски: لبنة) на Леванту, Израелу, Египту и Арапском полуострву. Осим што се користи у свежем стању, лабне се такође суши, а затим обликује у куглице, понекад прекривене биљем или зачинима, и чува се под маслиновим уљем. Лабне је популарно мезе јело и састојак сендвича, посебно у левантинским земљама Либану, Сирији, Јордану, Израелу и палестинским територијама. Уобичајени сендвич на Блиском истоку је сендвич од лабнеа, нане и маслина на пита хлебу. Укус у великој мери зависи од врсте млека које се користи: лабне од крављег млека има прилично благ укус. Такође квалитет прелива од маслиновог уља утиче на укус лабнеа. Млеко од камила и других животиња користи се у производњи лабнеа у Саудијској Арабији и другим арапским земљама Залива.
Лабне се прави тако што се течност из јогурта процеди док не поприми конзистенцију сличну меком сиру. Има укус попут киселе павлаке или тешког процеђеног јогурта и уобичајен је умак за доручак. Обично се једе на начин сличан хумусу, сипа се на тањир и покапа маслиновим уљем и често сушеном наном.
У Турској, грчки јогурт је познат као süzme yoğurt („процеђени јогурт“) или kese yoğurdu („јогурт из врећице“). Понекад му се додаје вода у припреми цацикија, када се не једе као мезе, већ се конзумира као напитак. Грчки јогурт се користи у турским умацима као што је хајдари.

### Југоисточна Европа
Грчки јогурт (грч. στραγγιστό γιαούρτι) се користи у грчкој храни углавном као основа за цацики и као десерт, са медом, сирупом од вишања или слаткишима који се често служе на врху. Неколико укусних грчких јела такође користи процеђени јогурт. У Грчкој се процеђени јогурт, као и јогурт уопште, традиционално прави од овчијег млека.
У Албанији, грчки јогурт се зове "salcë kosi" (сос од јогурта). Јогурт се цеди у платненој врећи од неколико сати до преко ноћи. Вода ослобођена овим процесом назива се "хире" и може се користити за конзервирање сира или као пиће.
У Бугарској, где се јогурт сматра саставним делом националне кухиње, назива се „цеђено кисело млако“ (буг. цедено кисело мляко), и користи се у разним салатама и преливима.
Сорта јогурта под називом "баса" је традиционална сорта сира из регије Лике у Хрватској. У Србији и Северној Македонији познато је и као кисело млеко.

## Производња
Карактеристична густа текстура и висок садржај протеина се постижу кроз један или оба корака обраде. Млеко се може концентрисати ултрафилтрацијом да би се уклонио део воде пре додавања јогуртних култура. Алтернативно, након култивисања, јогурт се може центрифугирати или мембрански филтрирати да би се уклонила сурутка, у процесу аналогном традиционалном кораку цеђења.
Течност која настаје процеђивањем јогурта назива се „кисела сурутка“ и састоји се од воде, јогуртних култура, протеина, мале количине лактозе и млечне киселине. Одлагање је скупо. Пољопривредници су користили сурутку за мешање са сточном храном и ђубривом. Користећи анаеробне дигесторе, ово може бити извор метана који се може користити за производњу електричне енергије.